# Mauritiella
Mauritiella je nevelký rod palem, zahrnující 3 nebo 4 druhy. Je rozšířen pouze v Jižní Americe v oblasti Amazonie. Jsou to středně velké až vysoké palmy s dlanitozpeřenými listy a svazčitými, ostnitými kmeny. Květenství jsou jednopohlavná, plody jsou pokryté střechovitými šupinami. Některé druhy mají plody s jedlou dužninou a mají i jiné lokální využití.

## Popis
Zástupci rodu Mauritiella jsou středně velké až vysoké, ostnité, dvoudomé palmy se svazčitými kmeny. Kmeny jsou vzpřímené, v horní části pokryté vytrvalými listovými pochvami, v dolní části olysávající. Na internodiích jsou často ostny kořenového původu. Listy jsou krátce dlanitozpeřené, reduplikátní, s dlouhými, neostnitými řapíky. Čepele jsou v obrysu okrouhlé, členěné na mnoho jednoduše přeložených segmentů. Na rubu jsou listy většinou pokryté voskovou vrstvou a šupinkami.
Květenství jsou jednopohlavná, jednotlivá, krátce stopkatá, vyrůstající mezi bázemi listů a větvená do 2. řádu.
Květy jsou jednopohlavné, v rámci květenství uspořádané do jehnědovitých skupin. Kalich je trubkovitý, na konci krátce trojlaločný, koruna ve spodní části trubkovitá, trojčetná. Samčí květy obsahují 6 tyčinek s volnými a tlustými nitkami.
Samičí květy jsou větší než samčí, gyneceum je oblé, srostlé ze 3 plodolistů a se 3 vajíčky. Na povrchu je pokryté zahnutými šupinami uspořádanými do příčných řad. Čnělka je krátká, se 3 bliznami.
Plody jsou kulovité a obvykle jednosemenné, na vrcholu s vytrvalou čnělkou, na povrchu pokryté střechovitě se překrývajícími šupinami. Mezokarp je dužnatý a poměrně tlustý, endokarp málo diferencovaný. Semena jsou kulovitá až elipsoidní, s homogenním endospermem.

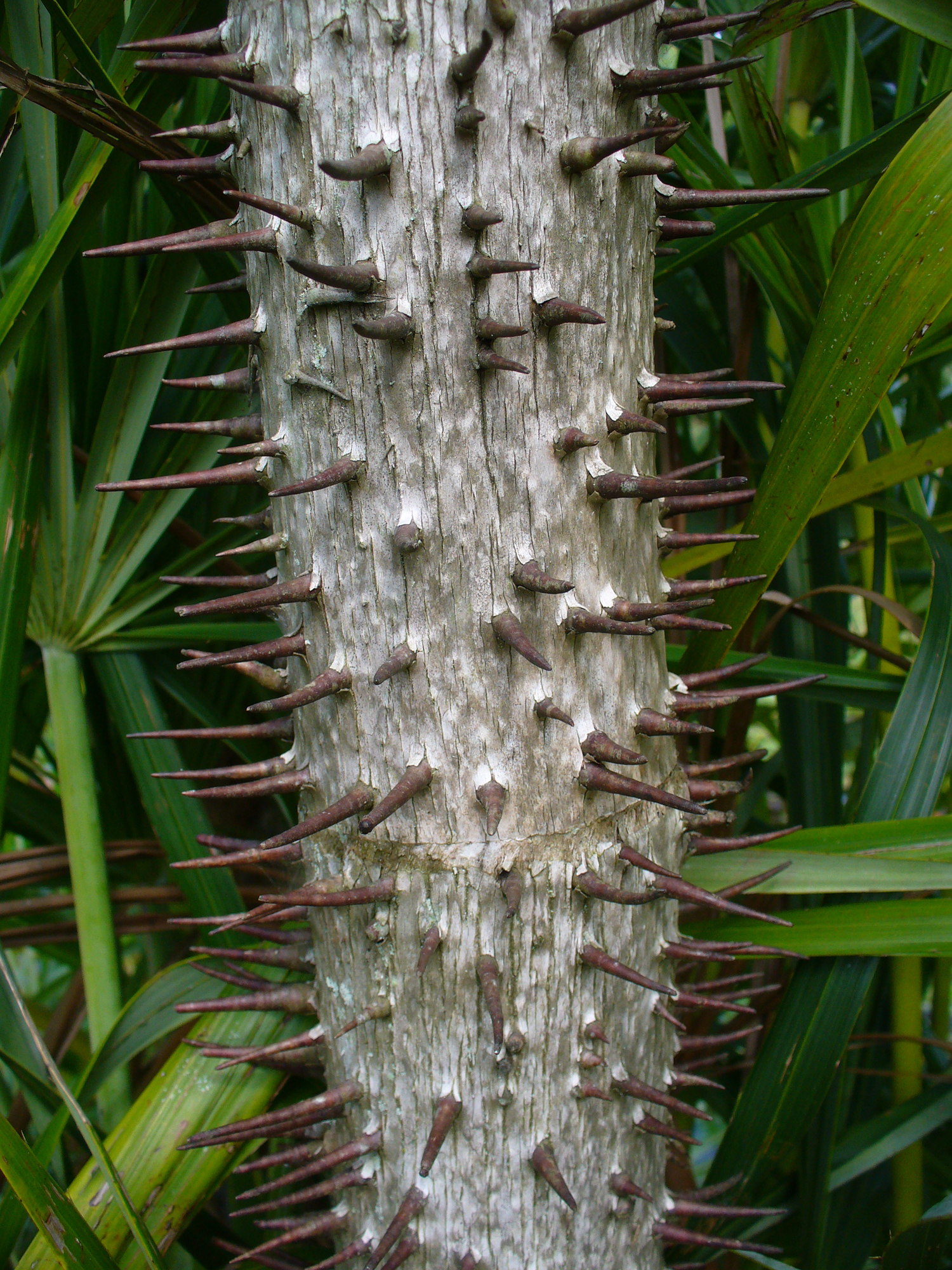
Kmen M. armata
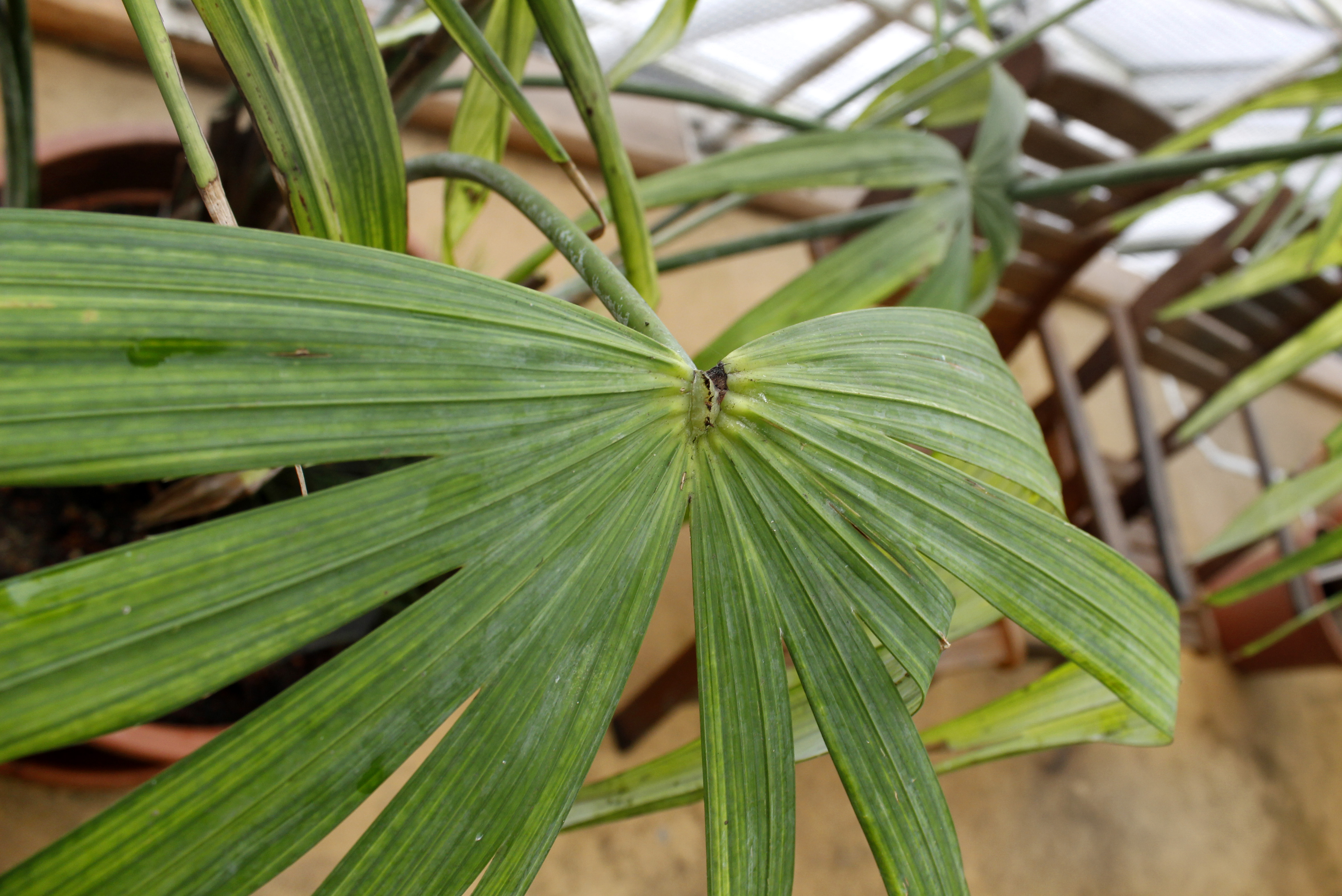
Detail listu M. aculeata
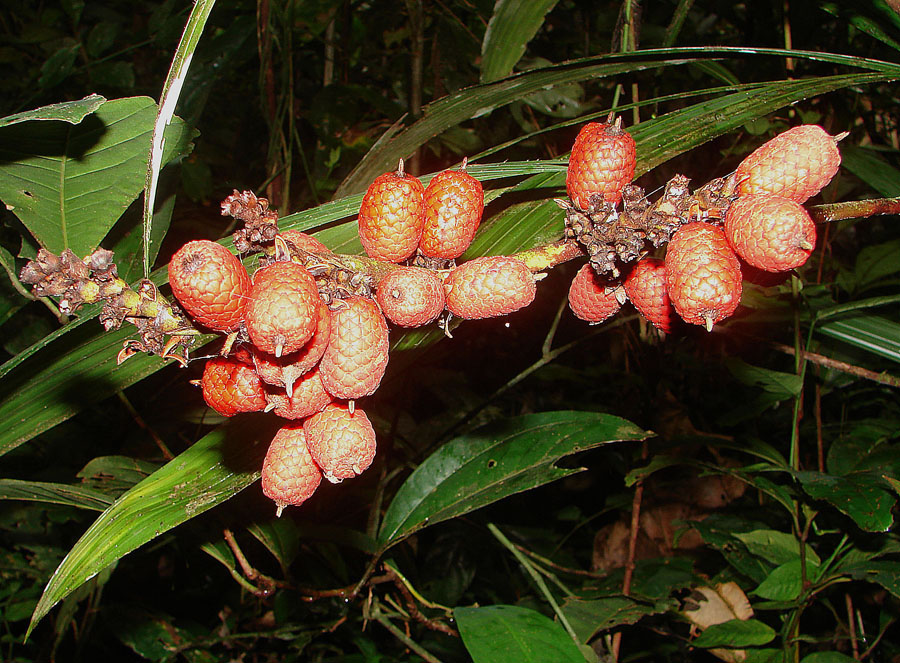
Plodenství M. armata

## Rozšíření
Rod Mauritiella zahrnuje 3 nebo 4 druhy. Vyskytuje se v severní polovině Jižní Ameriky v oblasti Amazonie. Největší areál má M. armata, rozšířená v celé nížinné Amazonii od Kolumbie a Venezuely po Brazílii a Bolívii. M. aculeata roste v Kolumbii, Venezuele a severní Brazílii, kde vytváří velké kolonie podél vodních toků v amazonských pralesích. M. pumila je rozšířena v Kolumbii a Venezuele, M. macroclada v Kolumbii a Ekvádoru.

## Taxonomie
Rod Mauritiella je v současné taxonomii palem řazen do podčeledi Calamoideae, tribu Lepidocaryeae a subtribu Mauritiinae. Součástí tohoto subtribu jsou dále rody Mauritia a Lepidocaryum. Rod Mauritiella byl v roce 1935 oddělen od rodu Mauritia. Odlišuje se zejména štíhlejšími s ostnitými kmeny, květy v rámci květenství uspořádanými do drobnějších jehnědovitých skupin, bazálním vajíčkem a silnější voskovou vrstvou na rubu listů. V roce 1965 byly oba rody opět sloučeny a v roce 1981 opět rozděleny.

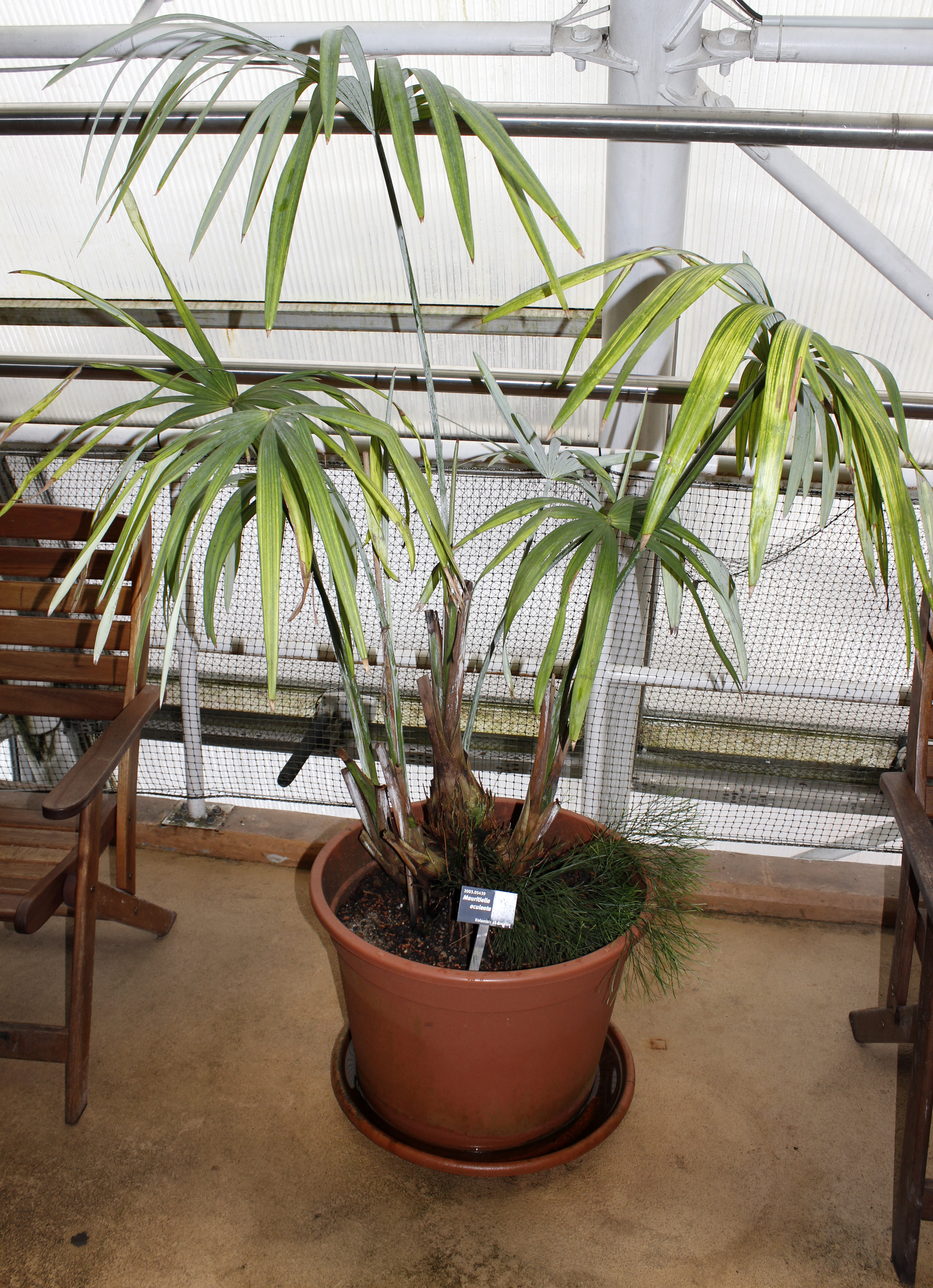
Mauritiella aculeata ve skleníku botanické zahrady v Tróji

## Význam
Plody Mauritiella armata i M. aculeata mají jedlou dužninu a občas se z nich připravují džusy. Plody bývají nabízeny na lokálních jihoamerických trzích. Z kmenů se lokálně staví ohrady, listy slouží jako střešní krytina.